# Ascothoracida
Ascothoracida behoren tot de kreeftachtigen. De leden van deze infraklasse zijn mariene ecto-en endoparasieten van holtedieren en stekelhuidigen.

## Anatomie
De diertjes bestaan uit een kop, een thorax (pereon) en een abdomen (pleon). De kop bezit geen rostrum en de ogen zijn niet gesteeld. Bij juvenielen ontbreken de ogen soms. Een naupliair oog is al dan niet aanwezig in het nauplius stadium. De eerste antenne is eentakkig met een goed ontwikkelde exopodiet die soms zelfs een grijpfunctie heeft. Bij volwassen vormen is de tweede antenne sterk gereduceerd of afwezig. De monddelen zijn sterk gemodificeerd tot een soort zuigsnuit.
Een tweekleppig carapax is al dan niet aanwezig. Indien aanwezig omsluit het kop en thorax. Er zijn 3 tot 6 paar één- of tweetakkige, niet bladvormige pereopoden.
Het abdomen bestaat uit een vijftal somieten. Er zijn geen epimeren en geen pleopoden. Er is één paar goed ontwikkelde uropoden en een telson ontbreekt.

## Ontwikkeling
Na het uitsluipen vervellen de nauplii in verschillende stadia tot een typische ascothracide larve die evenals zijn verwanten, de Cirripedia en de Facetotecta zogenaamde roosterorganen (lattice organs) bezitten op het kopschild. Deze lattice organen vormen een autapomorfie voor de Thecostraca maar hun evolutionaire oorsprong en mogelijk homologen in andere Crustacea blijven onbekend. Het naupliair kopschild draagt altijd twee paar setae ventraal gelegen in de buurt van de middellijn. Elk van deze setae bezit een porie. Uit positioneel, structureel en ontogenetisch bewijsmateriaal blijkt dat deze setae homoloog zijn in alle onderzochte soorten en dat zij voorlopers vertegenwoordigen van de twee voorste paren roosterorganen van het eropvolgende larvale stadium. Roosterorganen blijken dus zeer complexe sensorische organen te zijn die in de meeste gevallen alle externe gelijkenis met een seta verloren hebben.

## Voorkomen en ecologie
Ascothoracida komen wereldwijd voor.

Het zijn mariene ecto-en endoparasieten van holtedieren en stekelhuidigen.